# Raionul Voznesensk, Mîkolaiiv
Voznesensk (în ucraineană Вознесенський район, transliterat: Voznesenskîi raion) este un raion în regiunea Mîkolaiiv, Ucraina. Are reședința la Voznesensk.
Are o suprafață de 6.081 km². Populația este de 182.500 locuitori, determinată în 2020.